# أولغا ماسترز
أولغا ماسترز (بالإنجليزية: Olga Masters)‏ هي صحفية أسترالية، ولدت في 28 مايو 1919 في Pambula, New South Wales ‏ في أستراليا، وتوفيت في 27 سبتمبر 1986 في ولونغونغ في أستراليا.